# The Plastic Club
The Plastic Club es una organización de artistas ubicada en Filadelfia, Pensilvania. Fundada en 1897 solo para mujeres, el Plastic Club es uno de los clubes de arte más antiguos de Estados Unidos. Está situada en Camac Street, calle que fue un destino cultural a principios del siglo XX. Desde 1991, también son admitidos hombres.

## Historia
The Plastic Club fue fundado por la artista y profesora Emily Sartain. El objetivo de su fundación fue promover la colaboración y el trabajo de sus socias, en respuesta al Philadelphia Sketch Club, un club de arte exclusivamente masculino. El primer presidente fue el grabador Blanche Dillaye.

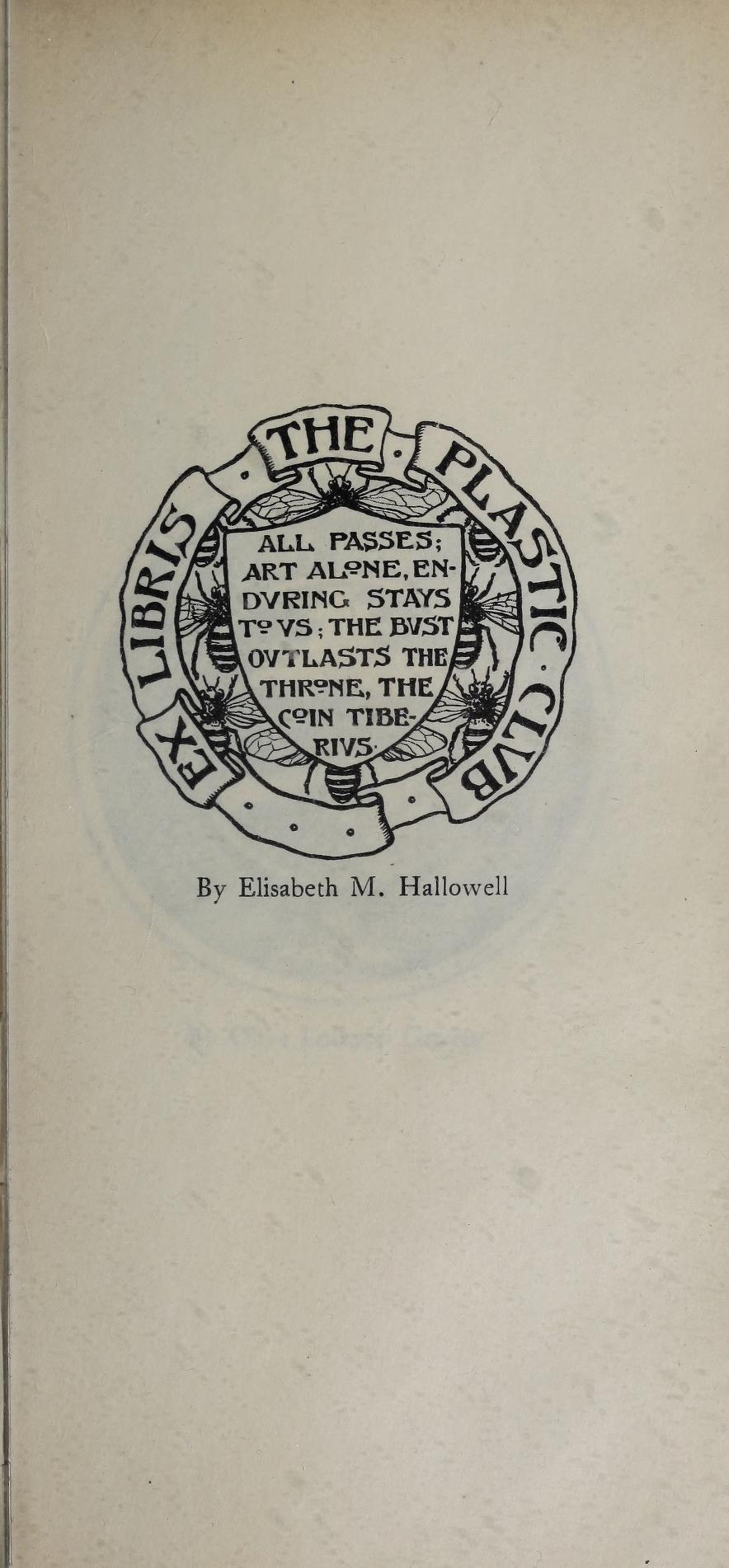
Insignia de The Plastic Club

La insignia fue diseñada por Elisabeth M. Halloway.
El club no solo ofrecía clases de arte, sino que también en él se realizaban eventos sociales y exposiciones.
Las primeras socias fueron Elenore Plaisted Abbott, Paula Himmelsbach Balano, Cecilia Beaux, Fern Coppedge, Elizabeth Shippen Green, Charlotte Harding, Frances Tipton Hunter, Violet Oakley, Emily y Harriet Sartain, Jessie Willcox Smith y Alice Barber Stephens, muchas de las cuales habían sido alumnas de Howard Pyle.
En la exposición de otoño de 1898, destacaron las obras de sus antiguas alumnas: Elizabeth Fearne Bonsall, Elizabeth Shippen Green, Jessie Willcox Smith, Charlotte Harding, Violet Oakley y Angela De Cora.
En 1918, el club participó en la fundación de la Escuela de Terapia Ocupacional de Filadelfia, reflejando la conexión entre la terapia ocupacional y el Arts and Crafts en Estados Unidos entre la Guerra de Secesión y la Primera Guerra Mundial.
El edificio de The Plastic Club en South Camac Street fue inscrito en el Registro de Lugares Históricos de Filadelfia en 1962.